# Джалминья
Джа́лма Фейто́за Ди́ас (порт.-браз. Djalma Feitosa Dias; 9 декабря 1970, Сантус), более известный как Джалми́нья (порт.-браз. Djalminha) — бразильский футболист, полузащитник. Обладатель Кубка Америки 1997 в составе сборной Бразилии. Лучший футболист Бразилии 1996 года.

## Биография
Джалминья — сын Джалмы Диаса, известного бразильского футболиста, игрока сборной Бразилии 1960-х годов. Джалма-младший родился в пригороде Сан-Паулу Сантусе, где его отец выступал за местный одноимённый клуб. Тем не менее профессиональную карьеру Джалминья начал во «Фламенго». В 1989 году он дебютировал в клубе в матче с «Америкой». В том же году он помог своему клубу выиграть Кубок Гуанабара, а через год отпраздновал победу в Кубке Бразилии. В 1991 году Джалминья выиграл Трофей Рио, Кубок Рио и чемпионат штата Рио-де-Жанейро. В этой команде Джалминья был, наряду с Жуниором Байано, Пауло Нунесом и Марселиньо Кариокой, одним из лидеров. Через год эта команда выиграла чемпионат Бразилии.
В 1993 году Джалминья перешёл в «Гуарани». Там он провёл чуть больше года и уехал в Японию, где стал игроком клуба «Симидзу С-Палс». Однако там полузащитник играл совсем недолго и вернулся в «Гуарани». Там он стал частью знаменитого трио нападения, которое состояло из самого Джалминьи, действовавшего на позиции «под нападающими», а также двух форвардов, Марсио Аморозо и Луизао. В конце 1995 года Джалминья, вместе с Луизао, перешёл в «Палмейрас». На тот момент в этой команде подобрался очень сильный состав: там играли Мюллер, Ривалдо, Флавио Консейсао, Жуниор, Кафу. В этой команде полузащитник провёл лишь один сезон, в котором смог добиться победы в чемпионате штата Сан-Паулу, а также получил титул лучшего игрока чемпионата.
В 1997 году Джалминья перешёл в клуб «Депортиво Ла Корунья», причём вместе с ним перешли и его партнёры по «Палмейрасу», Луизао и Флавио Консейсао. 16 сентября 1997 года полузащитник забил первый гол за клуб, поразив ворота «Осера» в Кубке УЕФА и принеся своей команде победу в матче. В первом своём сезоне футболист провёл на поле 31 матч и забил 10 голов; его команда заняла в чемпионате 12 место. 20 января 1999 года Джалминья был удалён за две жёлтые карточки в матче с «Сельтой». Всего за клуб в сезоне футболист провёл 35 матчей и забил 9 голов, а его команда заняла 6 место и вышла в полуфинал Кубка Испании. 12 января 2000 года бразилец был удалён с поля за две жёлтые карточки, вторую из которых он получил, оскорбив матч главного арбитра встречи, Лосантоса Омара; в том же матче Джалминья сделал голевую передачу. В этом сезоне он забил 13 голов и помог «Депортиво», впервые в истории, выиграть испанское первенство. В ноябре 2000 года бразилец продлил контракт с «Депортиво» на 5 лет и в том же месяце забил единственный гол, принёсший Депору победу в галисийском дерби. Команда заняла второе место в чемпионате. 20 декабря он сделал дубль в матч с «Овьедо». В январе 2001 года на полузащитника была наложена 2-матчевая дисквалификация, за то что он на поле в матче с «Валенсией» подрался с игроком команды соперника, Альбельдой. 17 июня бразилец сделал дубль в матче с «Малагой», что позволило «Депортиво» во второй раз подряд выиграть серебряные медали. В 2002 году во время товарищеского матча Джалминья поссорился с главным тренером команды Хавьером Ируретой и даже ударил его головой. На следующий день он извинился перед игроками команды, которые пытались его успокоить, и которых он отталкивал. Но перед Ирурутой он отказался извиняться. Сам тренер заявил, что Джалминья извинился перед ним в личной беседе. Уже после завершения карьеры, бразилец сказал, что не сожалеет об ударе, и что тренер оскорбил его, а все должны нести ответственность за свои поступки. С того же сезона серьёзную конкуренцию Джалминье стал оказывать Карлос Валерон. И летом бразилец перешёл, на правах аренды, в «Аустрию». В марте 2003 года главный тренер «Аустрии», Кристоф Даум, принял решение не продлевать арендное соглашение с бразильцем, который вернулся на год в Испанию. В 2004 году Джалминья, по обоюдному согласию, разорвал контракт с «Депортиво». Он перешёл в мексиканский клуб «Америка». 29 августа он дебютировал в составе команды в матче с «Сантос Лагуной», выйдя на замену на 59 минуте встречи. В том же матче бразилец забил гол, который принёс его команде ничью 1:1.

## Достижения

### Командные
- Обладатель Кубка Гуанабара: 1989
- Обладатель Кубка Бразилии: 1990
- Обладатель Трофея Рио: 1991
- Чемпион штата Рио-де-Жанейро: 1991
- Обладатель Кубка Рио: 1991
- Чемпион Бразилии: 1992
- Чемпион штата Сан-Паулу: 1996
- Чемпион Австрии: 2003
- Обладатель Кубка Америки: 1997

«Депортиво»
- Чемпион Испании: 1999/00
- Обладатель Кубка Испании: 2001/02
- Обладатель Суперкубка Испании: 2000, 2002

### Персональные
- Футболист года в Бразилии: 1996